# Дрёмлинг (природный парк)
Природный заповедник Дрёмлинг (нем. Drömling) — один из сотни природных парков из Списка природных парков Германии. Расположен на границе земли Саксония-Анхальт и Нижняя Саксония, территория парка была разделена Государственной границей ГДР и ФРГ с конца Второй мировой войны, при этом большая часть территории парка принадлежала ГДР и использовалась в сельском хозяйстве. По территории парка проходит климатическая граница между Востоком и Западом. Парк представляет собой малонаселённую низменность, болотистый ландшафт которой уникален для Германии. Большая часть территории парка стала природным заповедником в 1990 году, с 2019 года национальный биосферный заповедник. Через территорию парка проходит Среднегерманский канал, протекают реки Аллер и Оре. Ближайший город Вольфсбург.

## История
Низменность образовалась ~ 140 тыс. лет тому назад в предпоследний ледниковый период, носящий название Оледенение Зале. Талая вода из ледниковой долины первоначально заполнила впадину Дремлинга 20-метровым слоем песка. В последнее оледенение Дрёмлинг представлял собой тундру. Около 10 тыс. лет назад, с потеплением, покрылся лесами. Из-за маленького уклона рек и из-за их наводнений местность превратилась в болото.
938 год — болото Дрёмлинг упоминается немецким хронистом Видукиндом Корвейским, употребившим термин Thrimining.
1520 год — появилось современное написание Дрёмлинг (Drömling).
В XVIII веке территория парка была заболочена (марши). По приказу короля Пруссии Фридриха II, местность была осушена и окультурена. Была создана система дренажных канав, местность стала называться землёй тысячи рвов.
1872 год — немецкий писатель-романист Вильгельм Раабе упоминает о толстых лягушках болота Дрёмлинг.
В ГДР вместо заболоченного леса появились пастбища и поля.
После объединения Германии был создан природный заповедник Дрёмлинг (1990 год).
С 2019 года национальный биосферный заповедник.

## Флора
В Дрёмлинге проходит граница естественных ареалов произрастания некоторых видов растений. Типичный представитель канавной растительности папоротник шаровидный и тростник плавучий. Многие папоротники парка занесены в Красную книгу.

## Фауна
21 вид млекопитающих парка занесен в Красную книгу: бобёр, выдра, барсук, рыжая лисица, кабан.